# Austrolimnophila polydamas
Austrolimnophila polydamas är en tvåvingeart som beskrevs av Alexander 1960. Austrolimnophila polydamas ingår i släktet Austrolimnophila och familjen småharkrankar. Inga underarter finns listade i Catalogue of Life.